# バタヴィア

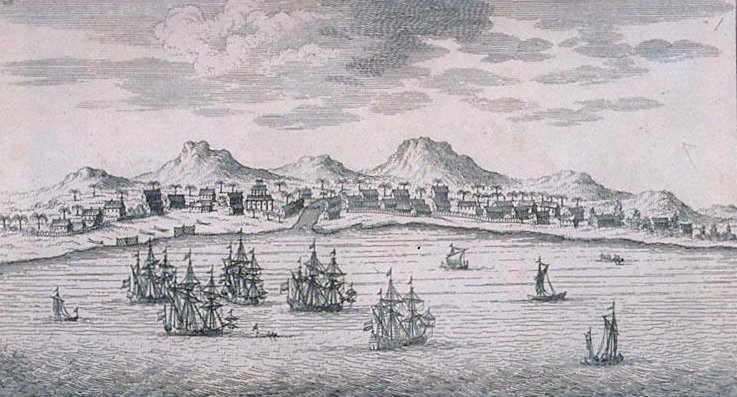
バタヴィア開城前（1605年頃）

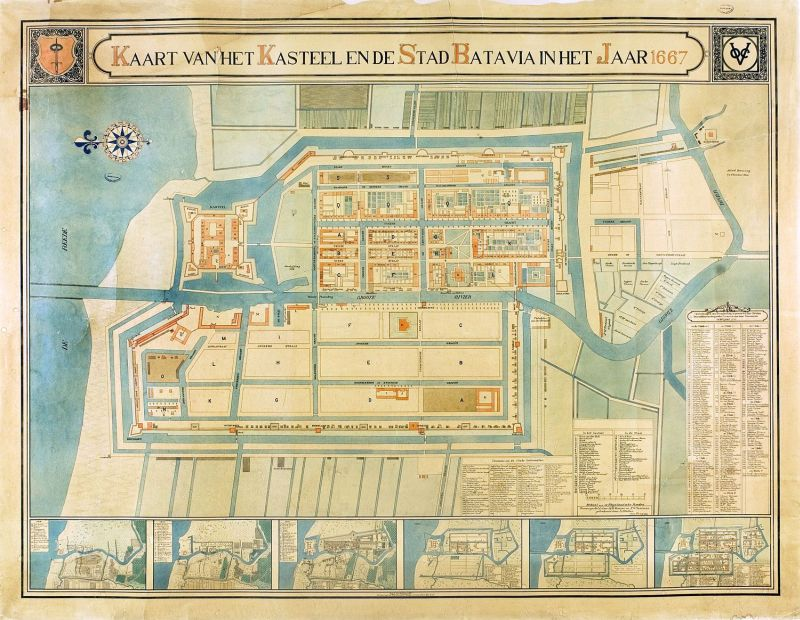
1667年のバタヴィア（左が北）

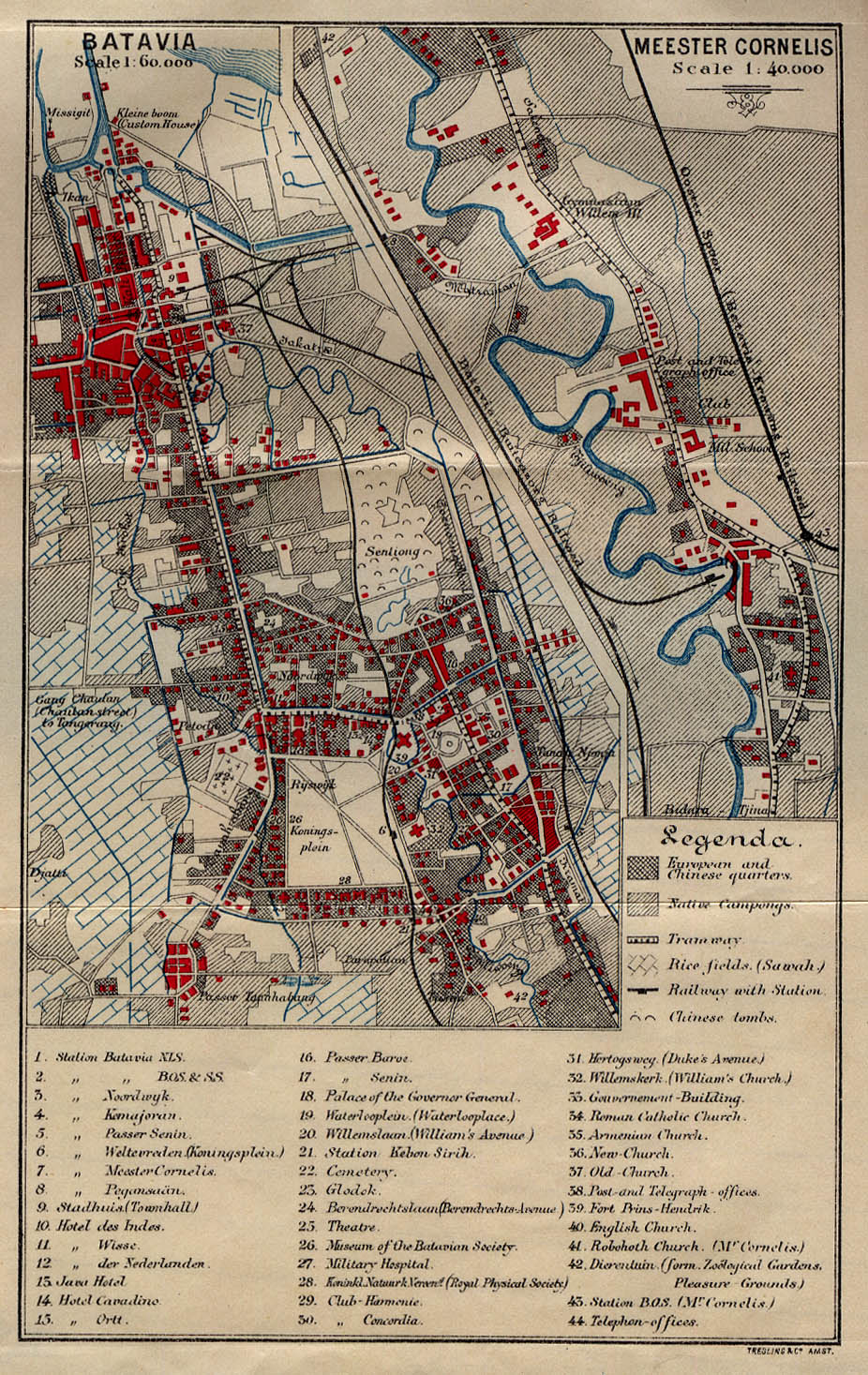
1897年のバタヴィア（南に拡大）

バタヴィア（Batavia）は、インドネシアの首都ジャカルタのオランダ植民地時代の名称。インドネシア語ではバタフィアと発音される。

## 歴史
ジャワ島西部のチリウン川河口に位置するバタヴィアは、12世紀から16世紀初頭にはスンダ・クラパと呼ばれ、パジャジャラン王国の外港として周辺海域から多くの商人が来航していた。1520年代以降はジャヤカルタ、ジャカトラなどと呼ばれていた。
1602年、オランダ東インド会社は最初の貿易船をこの地域に派遣した。この航海は実質的には「探検」に近いものであった。1619年、ヤン・ピーテルスゾーン・クーン総督がバンテン王国からジャヤカルタを租借し、オランダ東インド会社のアジアにおける本拠地とした。
以後、この町はオランダ植民地時代を通じてバタヴィアと呼ばれた。バタヴィアの名は、古代ローマ時代に現在のオランダにあたる地域に居住していたゲルマン人の一部族、バターウィー族(Batavii)に由来し、オランダ地方の古称でもある（この名称はオランダ本国でもフランス支配下のバタヴィア共和国〈1793年 - 1806年〉として使われたことがある）。朱印船時代の日本人は現地式に「ジャガタラ（咬𠺕吧）」と呼んでいた。
80年後の17世紀末のバタウィアは、成熟した港町になっていた。要塞・城壁が築かれ、市街地には運河が掘削された。香辛料などの貿易品を保管する倉庫が建設され、街路には小さなテラスハウスが無数に立ち並び、酒場や売春宿もあった。城壁の外側には華僑などの外国人の居住地が形成された。これはバタヴィアが中継貿易の拠点として機能しており、中国や日本の産物を取引する役割も担っていたためである。また、オランダ東インド会社は港湾労働者として多くの中国人を雇用していた。
赤道直下にあるため一年中高温多湿であり、この町に移住してくるオランダ人は、マラリア、コレラ、デング熱などの熱帯病に倒れることが多かった。18世紀には疫病が蔓延するヨーロッパ系住民の「墓場」として、東洋中に悪名を届かせていた。
1799年にオランダ東インド会社が解散すると、総督の役割は「貿易」中心から「行政」中心へと変化した。1808年に総督に任命されたヘルマン・ウィレム・ダーンデルスは、海岸沿いの要塞・倉庫などを放棄し、イギリス海軍の軍艦からの砲撃に対して安全と考えられる約5キロメートル内陸に新市街を建設した。新市街は「ウェルトフレーデン（十分満足した）」と名付けられた。旧市街は「ベネデンスタッド（下の方の町）」と呼ばれた。
バタヴィアの港湾はもともと遠浅な海岸であり、需要に応じて北側に埋め立てられた。外洋船は運河を航行できないため、小型船によって荷揚げを行っていた。また、バタヴィア湾内のオンルスト島には、通過貨物の中継用倉庫や船舶補修所を備えた港が整備されていた。1869年に開通したスエズ運河によって蒸気船の来航数が増加すると、物流拠点としての能力を拡充させるためにタンジュンプリオクに新港が開発された。
日本占領時期（1942-1945年）、市の名称は「ジャカルタ」に変更された。第二次世界大戦後の1945年9月29日、イギリス軍とオランダ軍がバタヴィアに到着。日本軍の武装解除を進める中、同年10月8日にインドネシア人民軍が結成され、インドネシア独立戦争が始まる。オランダの支配が終わると、スカルノ政権は公式にジャカルタの名称を採用し、現在に至っている。
海岸寄りのコタトゥア地区には歴史的街並みが残り、観光資源として活用されている。

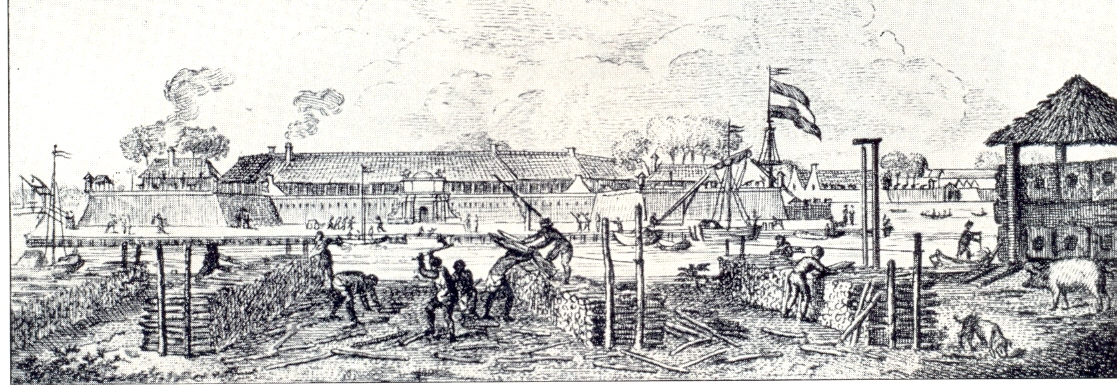
17世紀のバタヴィア